# Данку (Клуж)
Данку (рум. Dâncu) насеље је у Румунији у округу Клуж у општини Агирешу. Oпштина се налази на надморској висини од 372 m.

## Становништво
Према подацима из 2002. године у насељу је живело 108 становника, од којих су сви румунске националности.